# Iris unguicularis
Iris unguicularis és una espècie de planta de la família de les iridàcies. Se la troba al Mediterrani occidental (nord d'Àfrica) i Mediterrani oriental. Vegeta en boscos clars, garrigues i pendents pedregoses.

## Descripció
És una planta glabra amb rizoma prim i flors solitàries rectes i fragants. Fulles en forma de sabre, linears, de 10-50 cm de llarg i 1-5 mm d'ample; les mortes romanen. Tija molt curta o absent. El tub de la corol·la mesura 6-28 cm de longitud (sembla el peduncle de la flor), envoltat d'un esporòfil verd, de 6-25 cm de llarg. Els 3 pètals exteriors es troben enrotllats, de punta violeta, excepte els nervis blanquinosos i violetes, de 4,5-8 cm de llarg i 1-2,5 cm d'ample, glabres. Els 3 pètals interns són rectes, violetes, de 6-8 cm de llarg i 8-15 mm d'ample. Els 3 braços de l'estil són plans amb lòbuls punxeguts, per la vora amb glàndules grogues, situats per sobre dels estams.

## Distribució i hàbitat
Creis al Mediterrani occidental, (nord d'Àfrica) i Mediterrani oriental. Vegeta en boscos clars, garrigues, pendents pedregosos.

## Taxonomia
Iris unguicularis va ser descrita per Jean Louis Marie Poiret i publicada a Voyage en Barbarie 2: 86, l'any 1789.

### Etimologia
- Iris: nom genèric anomenat així per Iris, la deessa grega de l'arc de Sant Martí.[3]
- unguicularis: epítet llatí que significa "amb una urpa"[4]

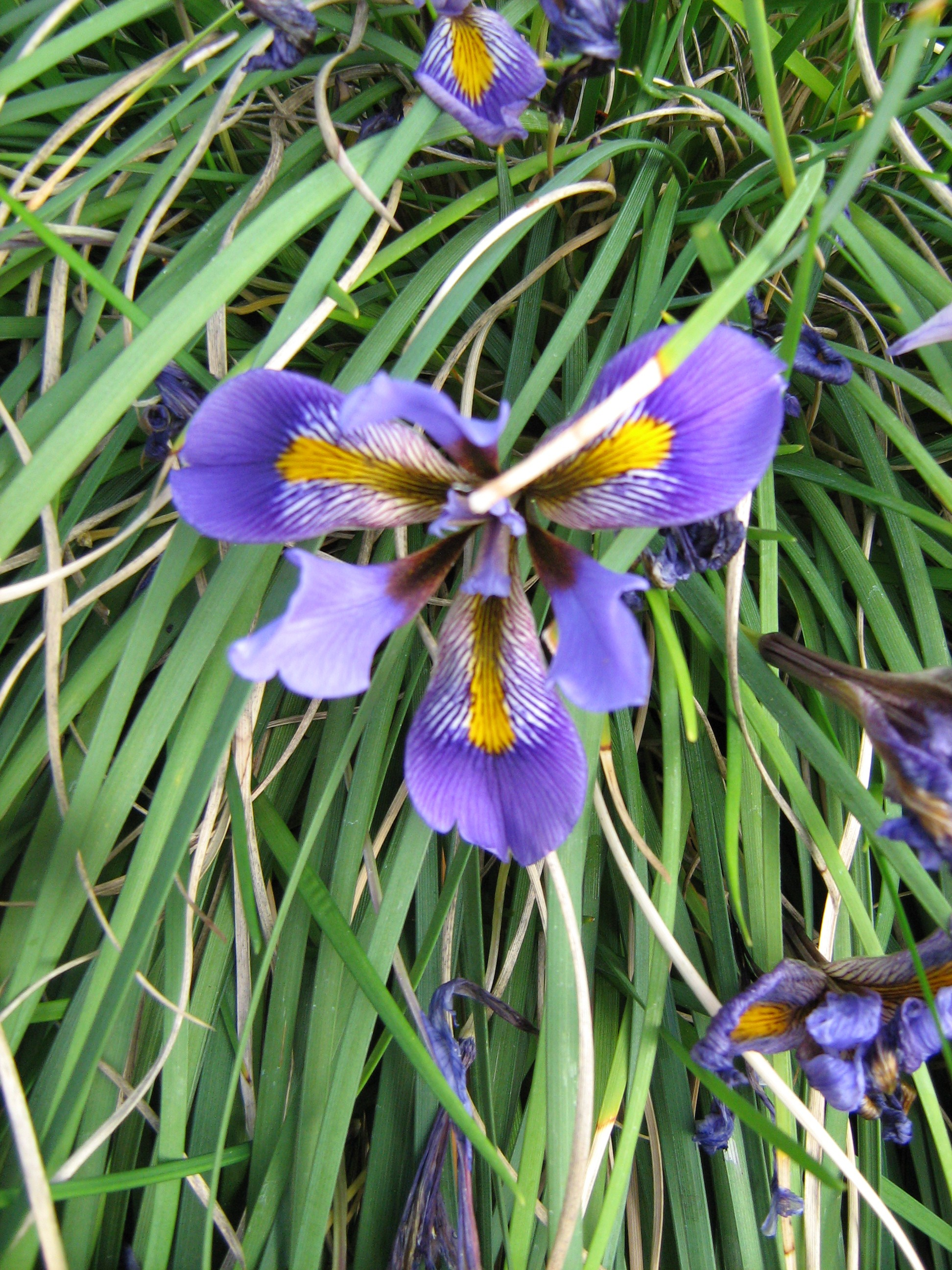
Planta en flor

### Sinonímia
- Iris stylosa Desf.
- Iris unguicularis f. lilacina Spreng. ex André
- Iris unguicularis f. marginata Spreng. ex André
- Iris unguicularis f. pavonia Spreng. ex André
- Iris unguicularis f. speciosa Spreng. ex André
- Iris unguicularis subsp. unguicularis
- Joniris stylosa (Desf.) Klatt
- Neubeckia stylosa (Desf.) Alef.
- Siphonostylis unguicularis (Poir.) Wern.Schulze[5]